# De Regimine Principum ad Regem Cypri

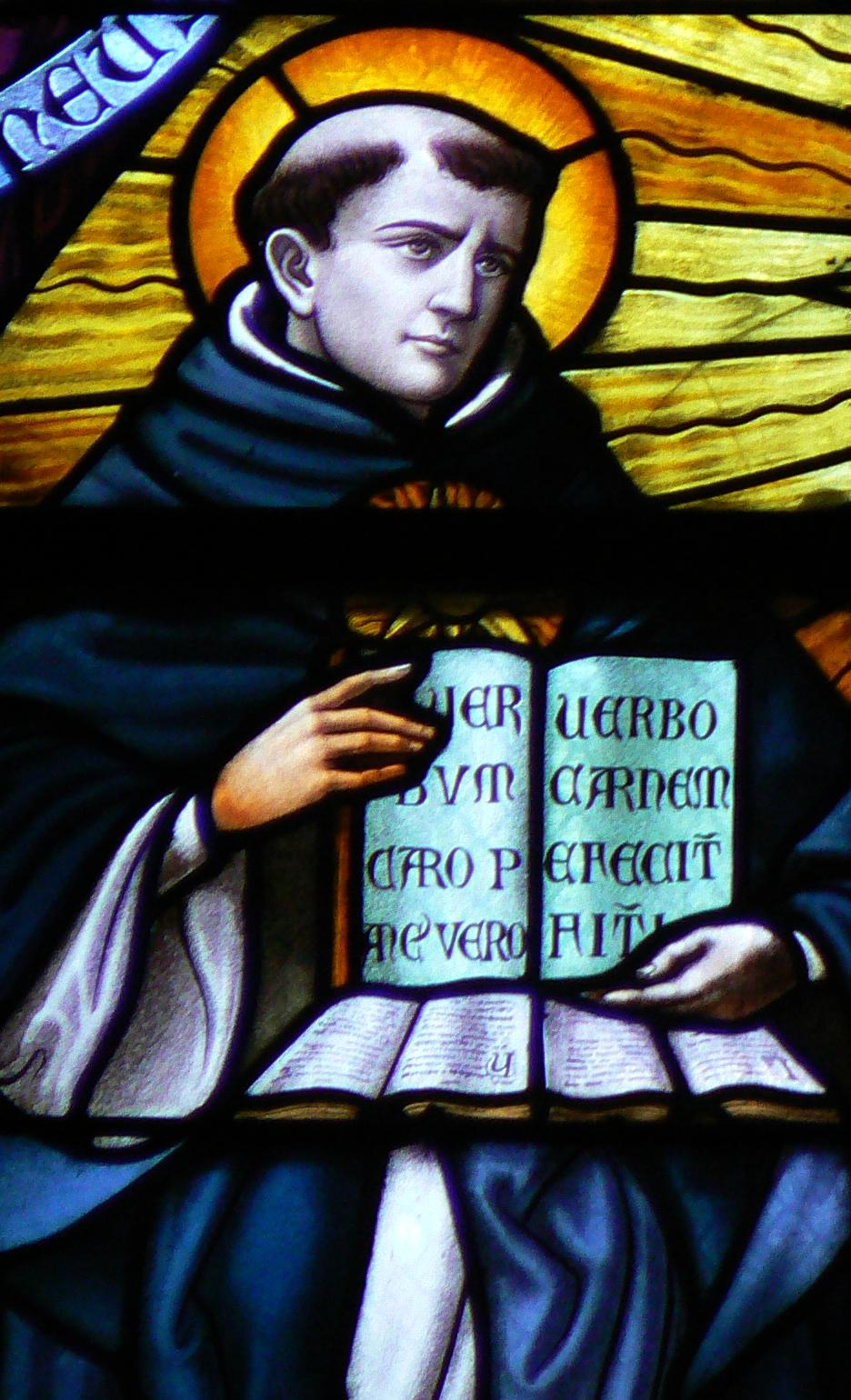
Tomás de Aquino, vitral en la Catedral de Saint-Rombouts de Malinas (Bélgica)

De Regimine Principum ad Regem Cypri (latín: Del Gobierno de los Príncipes, al rey de Chipre) es un tratado opúsculo político escrito por el fraile dominico Tomás de Aquino entre 1265 y 1266. Dedicada al rey Hugo II de Chipre, la obra quedó inconclusa debido a la muerte prematura de su destinatario.

## Contexto histórico
A diferencia de otras obras de Santo Tomás, De Regimine Principum defiende como necesario un gobierno monárquico fuerte y autoritario, y no se muestra favorable a la creación de un régimen mixto. Se ha planteado que este enfoque particular deriva de la situación de malestar y agitación social causada por una serie de revueltas internas iniciadas en 1233, que provocaron que Chipre cayera en un estado de gran inestabilidad política.
En escritos anteriores, Tomás de Aquino había propuesto un sistema monárquico mixto en el que el rey sería ayudado por una clase aristocrática electa por la población. En De Regimine Principum, sin embargo, plantea una postura relativamente absolutista y apoya el fortalecimiento del poder real.
La obra posee una gran influencia de la teoría política de Alberto Magno.

## Doctrina

Escudo de armas de la Casa de Lusignan como reyes de Chipre

Tomás de Aquino limita el alcance de la obra al análisis del gobierno monárquico, intentando conciliarlo con las Sagradas Escrituras, la filosofía clásica y una visión cristiana de la sociedad.

### Rol del gobierno y bien común
Tomás de Aquino justifica la existencia del poder temporal desde un punto de vista teleológico. El autor ve la felicidad y la salvación eternas bajo la dirección de la Iglesia Católica como el fin último de la vida humana, pero reconoce la importancia de la satisfacción de las necesidades básicas para el logro de este objetivo. Partiendo de la definición aristotélica de los hombres como animales políticos que se agrupan en sociedades con el fin de buscar el bien común de satisfacer sus necesidades temporales y llevar una vida virtuosa, Tomás concluye que existe la necesidad de tener un líder que ordene a la comunidad a ese objetivo y no permita que el mismo se desvíe.Por tanto, el Estado es entendido como una creación divina, orientada al bien general de la humanidad. La legitimidad del poder político, sin embargo, queda absolutamente condicionada a su servicio al bien común y su sumisión a la ley natural. La existencia del Estado y la necesidad de un gobernante no se considera una consecuencia negativa del pecado original sino una cuestión de simple orden natural.
Tomás prosigue analizando las diferentes formas de gobierno desde la premisa de que este debe estar orientado a la búsqueda del bien común de la sociedad y llega a la conclusión de que el gobierno de una sola persona es mejor para conducir a la comunidad a su objetivo final, ya que impide que el interés individual de las masas lo perviertan para favorecer sus aspiraciones personales. La función principal de un gobernante, por tanto, sería promover el bien común entendido como la satisfacción de las necesidades humanas y el florecimiento de la virtud cristiana. Tomás de Aquino reconoce, sin embargo, la posibilidad de otras formas de gobierno de ser legítimas y potencialmente buenas, a saber, la aristocracia y la politeia. De todos modos, las considera menos perfectas que la monarquía ya que su inestabilidad natural puede entorpecer la búsqueda adecuada del bien común.

### Depravación del poder político

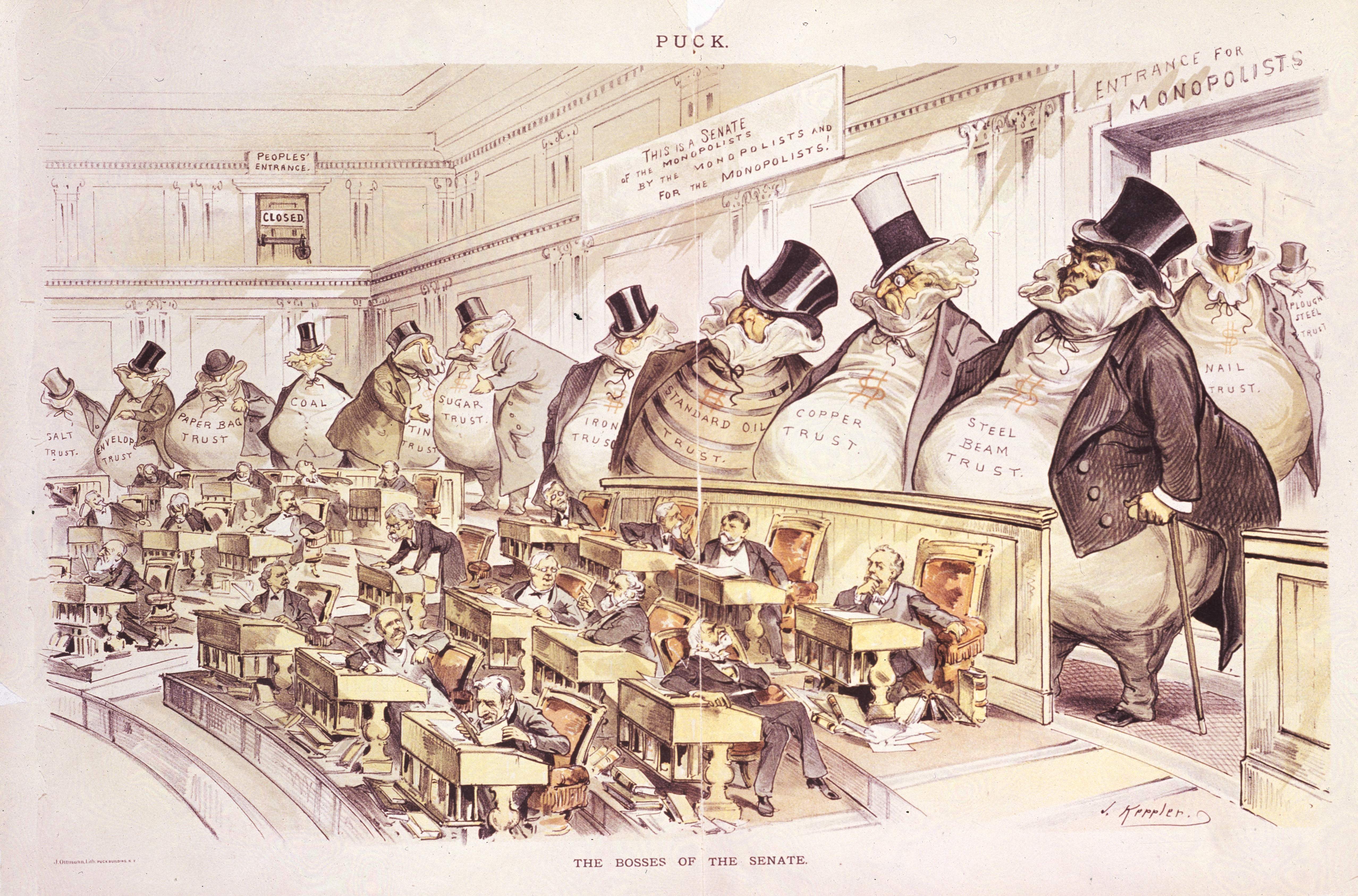
The Bosses of the Senate, de Joseph Keppler, caricatura satírica de los gobiernos oligárquicos.

El autor ve al hombre como un ser naturalmente orientado al bien supremo pero que, sin embargo, se encuentra depravado por el pecado original que lo provoca a desviaciones del orden natural. Un buen gobierno, por tanto, sería aquel que sea capaz de dirigir la sociedad hacia el bien común ignorando las ambiciones individuales nacientes de las pasiones humanas. Los desacuerdos naturales provocados por los diferentes impulsos de la naturaleza deberían ser conciliados por un rey legítimo que ordene al país a la virtud y la prosperidad buscando la paz social.
En consecuencia, un mal gobierno sería aquel que gobierna para su propio beneficio o para el beneficio de un sector o porción particular de la sociedad. El bien común en el tomismo  se considera universal y objetivo para todos los ciudadanos, independientemente de la opinión de la mayoría, por lo que este no tiene relación alguna con el bien individual. Tomás de Aquino divide a los malos gobiernos en tres categorías:
- Las tiranías, corrupción de las monarquías, consistentes en el gobierno de una sola persona en beneficio propio.
- Las oligarquías, corrupción de las aristocracias, consistentes en el gobierno de una élite adinerada que oprime al pueblo en beneficio propio.
- Las democracias, corrupción de las politeias, consistentes de una masa que utiliza su poder de multitud para oprimir a quienes se encuentran fuera de ella.

### Derecho a la revolución
Al ver a la tiranía como la peor forma de gobierno posible, Tomás intenta proponer formas de prevenirla. Rechazando la posibilidad de una revolución armada, el autor defiende el establecimiento de mecanismos políticos mediante los cuales el pueblo pueda utilizar su "autoridad pública" para deponer a un rey que no ha "cumplido sus deberes". Los límites propuestos, sin embargo, nunca llegan a expresarse por la naturaleza inacabada del opúsculo.
Tomás de Aquino desaconseja la rebelión violenta, pero afirma que los ciudadanos no están obligados a obedecer las leyes de un gobernante ilegítimo que van en contra del bien común. Esta opinión ha sido descrita como favorable al "derecho a la resistencia".

## Ediciones
- Romanus, Aegidius (1498). De regimine principum.
- Aquino (Santo), Tomás de (1786). Tratado del gobierno de los príncipes. en la imprenta de Benito Cano.
- Tomás de Aquino (1861). El gobierno monárquico o sea El libro De Regimine Principum. Imprenta y librería de D. A. Izquierdo.
- El régimen político de Sto. Tomás de Aquino (Fuerza Nueva, 1978). Texto traducido al castellano con comentarios de Fr. Victorino Rodríguez, O.P.
- Tomás de Aquino, Santo; González, Carlos Ignacio; Tomás de Aquino, Santo (1990). Tratado de la ley ; Tratado de la justicia ; Opúsculo sobre el gobierno de los príncipes. Sepan cuantos... (4a. ed. edición). Porrúa. ISBN 978-968-432-659-0. Consultado el 18 de mayo de 2025.